# Sertularella conica
Sertularella conica är en nässeldjursart som beskrevs av George James Allman 1877. Sertularella conica ingår i släktet Sertularella och familjen Sertulariidae. Inga underarter finns listade i Catalogue of Life.